# Bulbophyllum chrysochilum
Bulbophyllum chrysochilum é uma espécie de orquídea (família Orchidaceae) pertencente ao gênero Bulbophyllum. Foi descrita por Rudolf Schlechter em 1912.